# 直接行動
直接行動（ちょくせつこうどう、英語: direct action）とは、選挙などの政治行動によらずに一定の政治的，経済的，社会的な意思表示を行う方法を広く指す
。反原発を訴えて官邸前で連日集団で行われたデモ活動、1960年安保闘争の際に「ワッショイ！」のかけ声とともに駆け足で蛇行する形で行われたジグザグ・デモ、それに伴って行われ「へたりこみ」とも呼ばれた座り込みなどが例として挙げられる。政府に対する意思表示だけでなく私企業に対するものも含まれるが、反捕鯨活動において、生簀の網を切る、漁業者の顔にカメラを近づけて罵詈雑言を浴びせるといった、違法性や悪質性の高い行為が含まれることもある。

## 実例
中華民国（台湾）では、2014年に政府の政策に抗議する若者らによる立法院の占拠が行われた。